# Mousse jawzia
La mousse jawzia est un dessert algérien de miel et de blanc d'œuf monté en neige et agrémenté de noix,,.

## Variantes
- Mousse lawzia (à base d'amandes)